# Вили
Вили — один из первых Асов, брат Одина и Ве, вместе с которыми создавал Землю. Иногда воспринимается как одна из ипостасей Одина.

## «Рождение»
Согласно скандинавской мифологии, когда-то, во времена, о которых не знают ни люди, ни боги, ибо не было способных запомнить, родился великан Имир, а вместе с ним появилась корова Аудумла. Молока у неё было вдосталь, так, что хватило даже Имиру. Но Аудумле нечем было питаться, поэтому она лизала соленые камни и к исходу третьего дня вылизала новое существо — Бури, то есть Родитель — ставшее прародителем всех Асов. У Бури появился сын, названый Бор, то есть Рождённый. Бор взял в жены дочь доброго великана и у них появились дети — Один, Вили и Ве.

## Создание Земли
Множество событий происходило с Богами-братьями, однажды им даже пришлось сражаться с Имиром, которого они и победили.
Братья кинули тело Имира в самую глубину Мировой Бездны и сделали из неё Землю, а из крови — озёра, реки, моря. Кости Имира стали горами, из осколков костей и зубов вышли скалы и валуны — недаром они до сих пор торчат из воды, норовя пропороть днище доверчивому кораблю… Из черепа Имира Боги построили небосвод, а мозг бросили в воздух и сделали облака — вот почему так коварны тёмные тучи, грозящие то метелью, то градом. Потом Боги взяли сверкающие искры, что летали кругом, вырвавшись из пламени Муспелля, и прикрепили их к Небу. Так получились неподвижные звёзды. Другим искрам Боги позволили летать в поднебесье, но каждой назначили место и уготовили путь.
Мария Семёнова, «Девять миров»
Имира плоть

стала землей,

кровь его — морем,

кости — горами,

череп стал небом,

а волосы — лесом.

 

Из век его Мидгард

людям был создан

богами благими;

из мозга его

созданы были

темные тучи
Младшая Эдда
Так Тремя Братьями был создан мир Мидгард, но он не был населен.

## Создание людей
Однажды братья шли по берегу сотворенного мира и увидели два дерева. И задумались, что будет, если дать им жизнь? Взяли братья деревья и вырезали из них Людей. Один, старший из братьев, дал им душу и жизнь, Вили — разум и движение, a Be наделил пригожим обликом, речью, слухом и зрением. И дали мужчине имя Аск, то есть Ясень, а женщине имя Эмбла, что значило Ива. И начался тогда род людей, который Боги отгородили от остальных миров веками Имира.

## Последующие упоминания Вили
Увы, но после создания людей о братьях Одина, Вили и Ве, не встречалось упоминаний. Во всяком случае, таковых не содержит Эдда исландского поэта и историка XIII века Снорри Стурлусона, являющаяся чуть ли не единственным источником сведений о германо-скандинавской мифологии.